# Роскомон (Мичиген)
Роскомон (енгл. Roscommon) град је у америчкој савезној држави Мичиген.

## Демографија
По попису из 2010. године број становника је 1.075, што је 58 (-5,1%) становника мање него 2000. године.
| Група             | 2000.         | 2010.         |
| Белци             | 1.087 (95,9%) | 1.027 (95,5%) |
| Афроамериканци    | 14 (1,2%)     | 3 (0,3%)      |
| Азијати           | 5 (0,4%)      | 9 (0,8%)      |
| Хиспаноамериканци | 2 (0,2%)      | 2 (0,2%)      |
| Укупно            | 1.133         | 1.075         |